# (466994) 2016 CN18
(466994) 2016 CN18 es un asteroide perteneciente al cinturón de asteroides, descubierto el 12 de marzo de 2008 por el equipo Spacewatch desde el Observatorio Nacional de Kitt Peak (Arizona, Estados Unidos).